# Dead Man's Shoes
Dead Man's Shoes è il quinto album della band FM, uscito nel 1995.

## Tracce
1. "Nobody's Fool" (Overland, Goldsworthy, Jupp, Barnett, Davis) - 5:33
2. "Ain't No Cure for Love" (Overland, Goldsworthy, Jupp, Barnett, Davis) - 4:16
3. "Get Ready" (Robinson) - 3:57
4. "Don't Say" (Overland, Goldsworthy, Jupp, Barnett, Davis) - 4:28
5. "Mona" (Overland, Goldsworthy, Jupp, Barnett, Davis) - 4:55
6. "Sister" (Overland, Goldsworthy, Jupp, Barnett, Davis) - 4:39
7. "You're the One" (Overland, Goldsworthy, Jupp, Barnett, Davis) - 5:32
8. "Tattoo Needle" (Overland, Goldsworthy, Jupp, Barnett, Davis) - 5:11
9. "Misery" (Overland, Goldsworthy, Jupp, Barnett, Davis) - 5:53
10. "Dead Man's Shoes" (Overland, Goldsworthy, Jupp, Barnett, Davis) - 4:58

## Formazione
- Steve Overland - voce, chitarra
- Merv Goldsworthy - basso
- Pete Jupp - batteria
- Andy Barnett - chitarra
- Didge Digital - tastiera